# 40. honvedska pehotna divizija (Avstro-Ogrska)
40. honvedska pehotna divizija (izvirno nemško 40. Honvéd-Infanterie-Division) je bila pehotna divizija avstro-ogrskega Honveda, ki je bila aktivna med prvo svetovno vojno.

## Poveljstvo
Poveljniki (Kommandanten)
- Joseph Braun: avgust - september 1914
- Koloman Tabajdi: september - december 1914
- Eduard Plank: december 1914 - junij 1915
- Lehel Festl: junij - september 1915
- Paul von Nagy: september 1915 - november 1918